# Milagro (Ekwador)
Milagro (po hiszpańsku – "cud") – miasto w Ekwadorze w prowincji Guayas. Według spisu przeprowadzonego w 2013 roku populacja miasta wynosi ok. 140 tys. mieszkańców.
W mieście rozwinął się przemysł cukrowniczy, mleczarski oraz skórzany.